# Regensburger Domspatzen
Le Regensburger Domspatzen, littéralement Les Moineaux de la cathédrale de Ratisbonne, est un chœur composé de jeunes garçons et de jeunes gens qui est chargé de chanter aux offices célébrés dans la cathédrale Saint-Pierre de Ratisbonne en Bavière.

## Histoire
Ce chœur peut être considéré comme le plus ancien du monde car il prend son origine en 975 lorsque Wolfgang de Ratisbonne, évêque de la ville, décide de créer une école rattachée à la cathédrale où les garçons auront entre autres la tâche de chanter aux offices. Au cours des mille ans de son histoire, le chœur connaît diverses fortunes. Il est réputé au cours du XXe siècle sous la direction de Theobald Schrems, maître de chapelle de 1924 à 1964, puis de Georg Ratzinger, maître de chapelle de 1964 à 1994. Ce dernier est le frère aîné de Joseph Ratzinger, à l'époque membre du chœur et devenu pape en 2005 sous le nom de Benoît XVI.
Depuis 2019, c'est Christian Heiß, qui a pris la direction du chœur.

## Organisation
Le chœur est composé de garçons de 10 à 19 ans et se compose d'environ 120 membres qui se réunissent en groupes plus petits suivant la nature du chant envisagé. Les enfants suivent leurs études en internat avec une discipline stricte, en parallèle avec la pratique du chant.

## Concerts
À l'instar des autres chœurs célèbres, Les Moineaux de Ratisbonne ont parcouru un grand nombre de pays du monde sur tous les continents. En 1910, le chœur fait son premier voyage hors d'Allemagne, à Prague, c'est à cette occasion que le surnom Les moineaux de Ratisbonne leur a été donné par la presse polonaise. Ils ont chanté pour la reine Élisabeth II lors de sa visite officielle en Allemagne en 1978 et pour le pape Jean-Paul II à sa venue à Munich, le 19 novembre 1980. En 2006, ils ont chanté au Vatican, pendant le pontificat du pape Benoît XVI, lui-même ancien choriste.

## Sévices et abus sexuels
En mars 2010 plusieurs anciens membres du chœur expliquent avoir été victimes de sévices et d'abus sexuels de la part de responsables de l'internat. À l'époque l'évêque de Ratisbonne, Gerhard Ludwig Müller reconnaît deux cas d'abus datant de 1958, tout en dénonçant une « campagne contre l'Église », comparable à celles de l'époque nazie. Le porte-parole de l'évêché reconnaît pour sa part que des abus pourraient avoir eu lieu entre 1958 et 1973. En avril 2014 l'évêché charge l'avocat Ulrich Weber de procéder à une expertise. Dans un rapport intérimaire il fait état de 231 cas de sévices et 62 d'abus sexuels, mais évalue le nombre total de victimes à près de 700. Les abus dénoncés ont eu lieu au moins en partie au cours de la période durant laquelle Georg Ratzinger dirigeait le chœur (mais pas l'internat). Le 18 juillet 2017, l'avocat mandaté par l'Eglise fait état de 547 enfants victimes d'abus (maltraitances et viols) entre 1945 et le début des années 1990,.